# Stefan Reichmuth (Islamwissenschaftler)
Stefan Reichmuth (* 1950) ist ein deutscher Islamwissenschaftler.

## Leben
Nach der Promotion zum Dr. phil. an der FU Berlin 1983 und der Habilitation 1992 in Bayreuth wurde er Professor für Orientalistik (Arabistik/Islamwissenschaft) am Seminar für Orientalistik und Islamwissenschaft der Ruhr-Universität Bochum.
Seine Forschungsgebiete sind islamische Bildungs- und Wissenschaftsgeschichte der Neuzeit, Islam in transregionalen Kontext, Islamische Gelehrten-Netzwerke, Sprache und Religion in muslimischen Gesellschaften.

## Schriften (Auswahl)
- Der arabische Dialekt der Šukriyya im Ostsudan. Hildesheim 1983, ISBN 3-487-07457-5.
- Islamische Bildung und soziale Integration in Ilorin (Nigeria) seit ca. 1800. Münster 1998, ISBN 3-8258-3570-7.
- mit Florian Schwarz (Hgg.): Zwischen Alltag und Schriftkultur. Horizonte des Individuellen in der arabischen Literatur des 17. und 18. Jahrhunderts. Würzburg 2008, ISBN 978-3-89913-638-8.
- mit Susanne Kurz und Claudia Preckel (Hgg.): Muslim bodies. Körper, Sexualität und Medizin in muslimischen Gesellschaften. Body, sexuality and medicine in muslim societies. Berlin 2016, ISBN 3-643-12810-X.